# КФ-21
КФ-21 (раније познат под ознаком KF-X) је јужнокорејско-индонежански двомоторни ловац четврте и по генерације. Развиja га Корејска Авиокосмичка Индустрија.

## Развој и дизајн
Амбициозан пројекат развоја новог авиона отпочео је почетком трећег миленијума. 2010. године пројекту се прикључила и Индонезија. Разматрано је више концепата авиона, од једномоторних до двомоторних, различите конфигурације крила. На крају је изабран концепт двомоторног млазног авиона, делимично смањене радарске уочљивости, са десет подвесних тачака за наоружање, шест под крилима и четири испод трупа.
9. априла 2021. године званично је јавности представљен први прототип авиона КФ-21. Тада је саопштено да је први пробни лет планиран за 2022. годину, а рад на развоју би требало да буде окончан до 2026. године. Уколико летна тестирања буду успешна, планирано је да 40 авиона буде достављено јужнокорејском ратном ваздухопловству до 2028. године, а свих 120 до 2032. године. Индонезија би требало да добије 48 авиона.
У плану је и двосед, који би требало да има максималну брзину од 1,8 маха и могућност ношења 7,7 тона наоружања.

## Планирани корисници
- Јужна Кореја
- Индонезија